# Smrt žije
Smrt žije je album pražské hip hopové skupiny Prago Union, které bylo vydáno 15. července 2016. K písni Varování vyšel 27. července videoklip. Album bylo nominováno na hudební cenu Anděl.

## Seznam skladeb
- Intro
- Smrt žije
- RPVM IV
- Lokální umrtvení
- Vytržený list
- Varování
- Bacha na hlavu (feat. MC Gey)
- Co si počnem?
- Hledá se Maro
- MHD
- Dokud mi to zapaluje
- Konspirační praxe (feat. LA4 & Rest)
- Normální lidi
- Mezi-A-Z
- Stínohra
- Vzhůru dnem
- Outro
- Hodinky s vodotryskem 2.0

## Přijetí a kritika
Album bylo přijato velmi pozitivně kritiky i veřejností. Web Kulturio dal desce 9,3 hvězdiček z deseti.
| „                         | Ale v tom je vlastně úžasná a geniální celá tvorba Prago Union, respektive Kata jako textaře – na celé desce najdete tolik rýmů, šprýmů a zkazek, že si můžete některé z nich všimnout třeba až po půl roce poslouchání. | “ |
| — Andrej Slivka, Kulturio | |   |